# Джонатан Бенкс
Джонатан Бенкс (англ. Jonathan Ray Banks; нар 31 січня 1947, Вашингтон, США) — американський актор кіно і телебачення.

## Біографія
Народився в сім'ї співробітниці ЦРУ. Навчався в Індіанському університеті в Блумінгтоні, де його однокласником був Кевін Клайн. У той час вони разом займалися постановкою п'єси «Тригрошова опера».
Бенкс кинув університет Індіани для участі в гастролях з групою режисера. З постановочною групою він приїхав до Австралії і залишився працювати в театрі.

## Кар'єра
У 1974 році він переїхав до Лос-Анджелеса, де заробляв на життя, вишукуючи і виконуючи епізодичні ролі на телебаченні. Можливо, більш за все він відомий виконанням ролей у двох фільмах з Едді Мерфі в головних ролях: «48 годин» і «Поліцейський з Беверлі-Гіллз». У першому з них Бенкс зіграв персонажа, який є другом головного героя і убитого лиходієм, що починає історію головного героя. У «Поліцейському з Беверлі-Гіллз» Бенкс грає лиходія, який вбиває друга головного героя і розпочинає історію. Іншими його ролями стали зйомки у фільмах «Озброєний і небезпечний», «Корпорація «Безсмертя»», «Фліппер», «Аероплан!», «Гремліни», «Убий мене, убий себе» і «В облозі 2: Темна територія». Його останньою на сьогоднішній день роботою в кіно став фільм «Спорожніле місто» (2007).
Проривом у телезйомках для нього стала участь в серіалі «Розумник», де він протягом чотирьох років грав Френка Макпайка, що привело його до номінації на премію Еммі. Хоча його персонаж насамперед був наставником героя, іноді деякі ознаки характеризують Макпайка як героя. У 1981 році він знявся в ролі голландця Шульца в серіалі «Гангстерські хроніки» телеканалу NBC. Також Бенкс виконав головну роль у нетривалому науково-фантастичному телесеріалі «Інша» і зіграв коммандера Нувіна Кролла в ситкомі «Fired Up».
Бенкс також знявся в телесеріалах «Шпигунка», CSI, «Новий день», «Горець», «Метлок», «Підводна одіссея», «Зоряний шлях: Глибокий космос 9», Women of the House, «Вокер, техаський рейнджер», «Декстер», «Швидка допомога», «Мертва справа», «Акула», «Американська сімейка», «CSI: Місце злочину Маямі», «Теорія брехні» і «Дві з половиною людини».
В кінці другого сезону серіалу «Пуститися берега» Бенкс знявся в ролі Майка Ермантрауда — колишнього поліцейського, а потім начальника охорони закусочної мережі Los Pollos Hermanos і головною довіреною особою Ґуставо Фрінга. За сюжетом його герой виконує багато різної роботи для Фрінга, від поїздок за грошима до вбивств ворогів Ґуса. З тих пір його персонаж став регулярно з'являтися в третьому і четвертому сезонах, а в п'ятому сезоні стає одним з головних дійових осіб серіалу.

## Фільмографія
- 1982 — 48 годин / 48 Hrs.
- 1984 — Пригоди Бакару Банзая у 8-му вимірі / The Adventures of Buckaroo Banzai Across the 8th Dimension
- 1984 — Гремліни / Gremlins
- 1986 — Озброєний і небезпечний / Armed And Dangerous
- 1987 — Холодна сталь / Cold Steel
- 1990 — Божевільний медовий місяць / Honeymoon Academy
- 1992 — Корпорація «Безсмертя» / Freejack
- 1993 — Точка кипіння / Boiling Point
- 1993 — Наосліп / Blind Side
- 1995 — В облозі 2: Темна територія / Under Siege 2: Dark Territory
- 1996 — Розумник / Wiseguy
- 1999 — Дурний / Foolish
- 2002 — Похмурий сум / Dark Blue
- 2005 — Код ліквідації / Circadian Rhythm
- 2006 — Новий день / Day Break
- 2007 — Спорожніле місто / Reign Over Me
- 2008–2013 — Пуститися берега / Breaking Bad
- 2013 — Піймай шахрайку, якщо зможеш / Identity Thief
- 2015–2022 — Краще подзвоніть Солу / Better Call Saul
- 2014 — Нестерпні боси 2 / Horrible Bosses 2
- 2017 — «Ферма „Мадбаунд“»
- 2018 — «Пасажир»